# Musée Darwin
Le musée Darwin est un musée d'histoire naturelle situé à Moscou en Russie. Le musée a été fondé en 1907 par Alexander Kohts (1880-1964) et dirigé avec sa femme Nadezhda Ladygina-Kohts, et fut à l'époque le premier musée sur l'évolution utilisant le travail de Charles Darwin pour expliquer la nature. Le taxidermiste du musée fut ensuite Filip Fedulov.

## Galerie

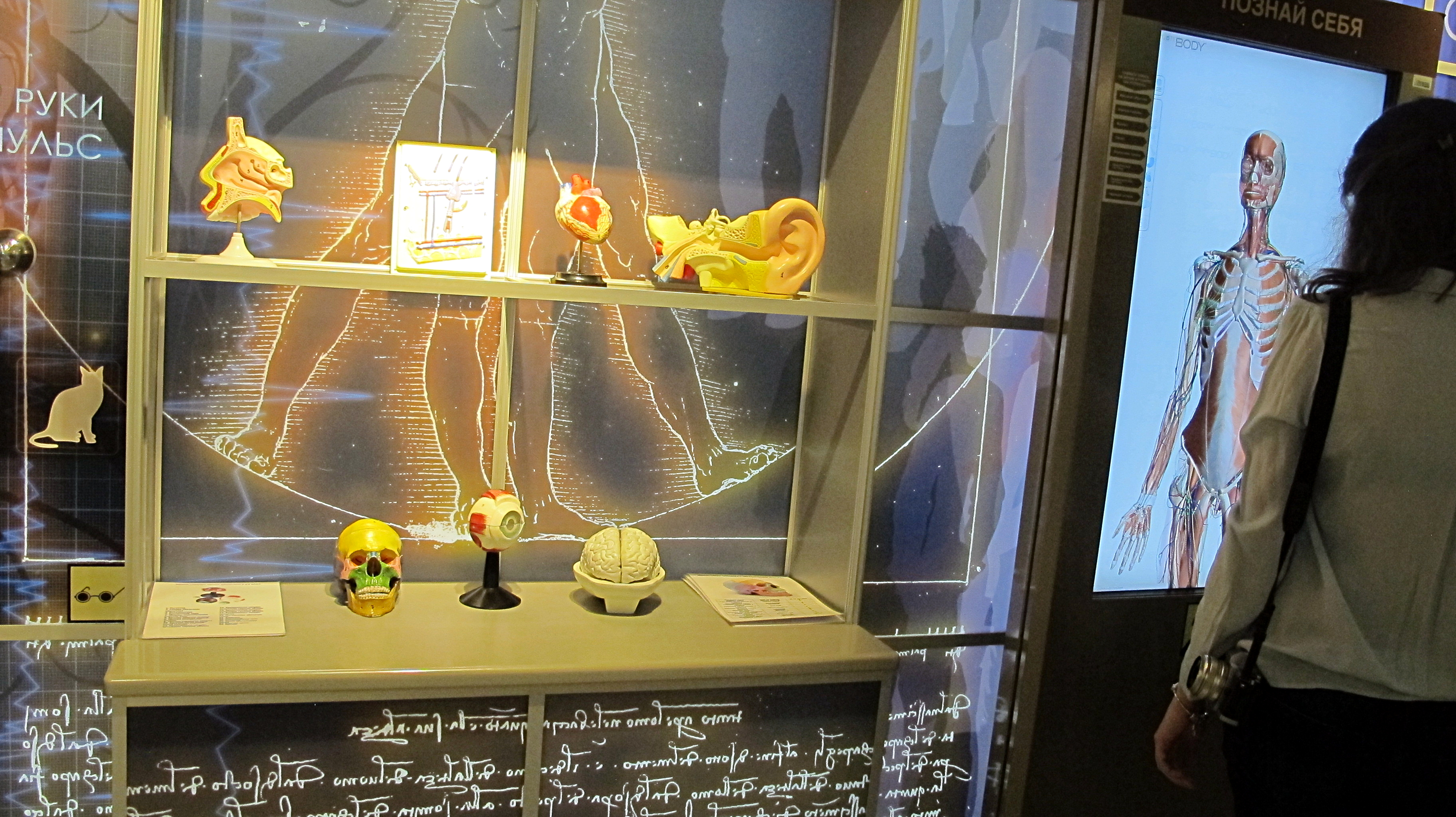
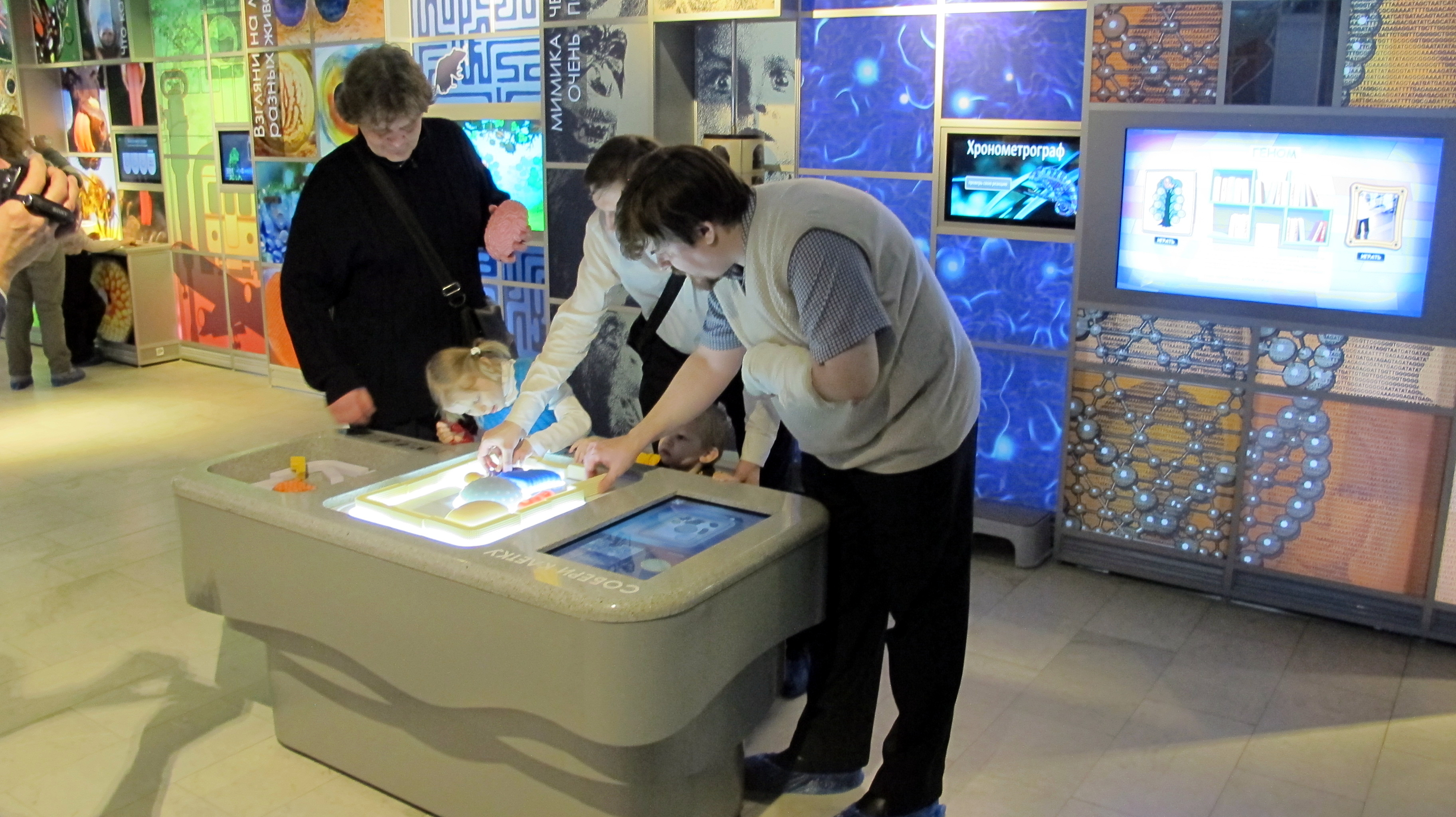
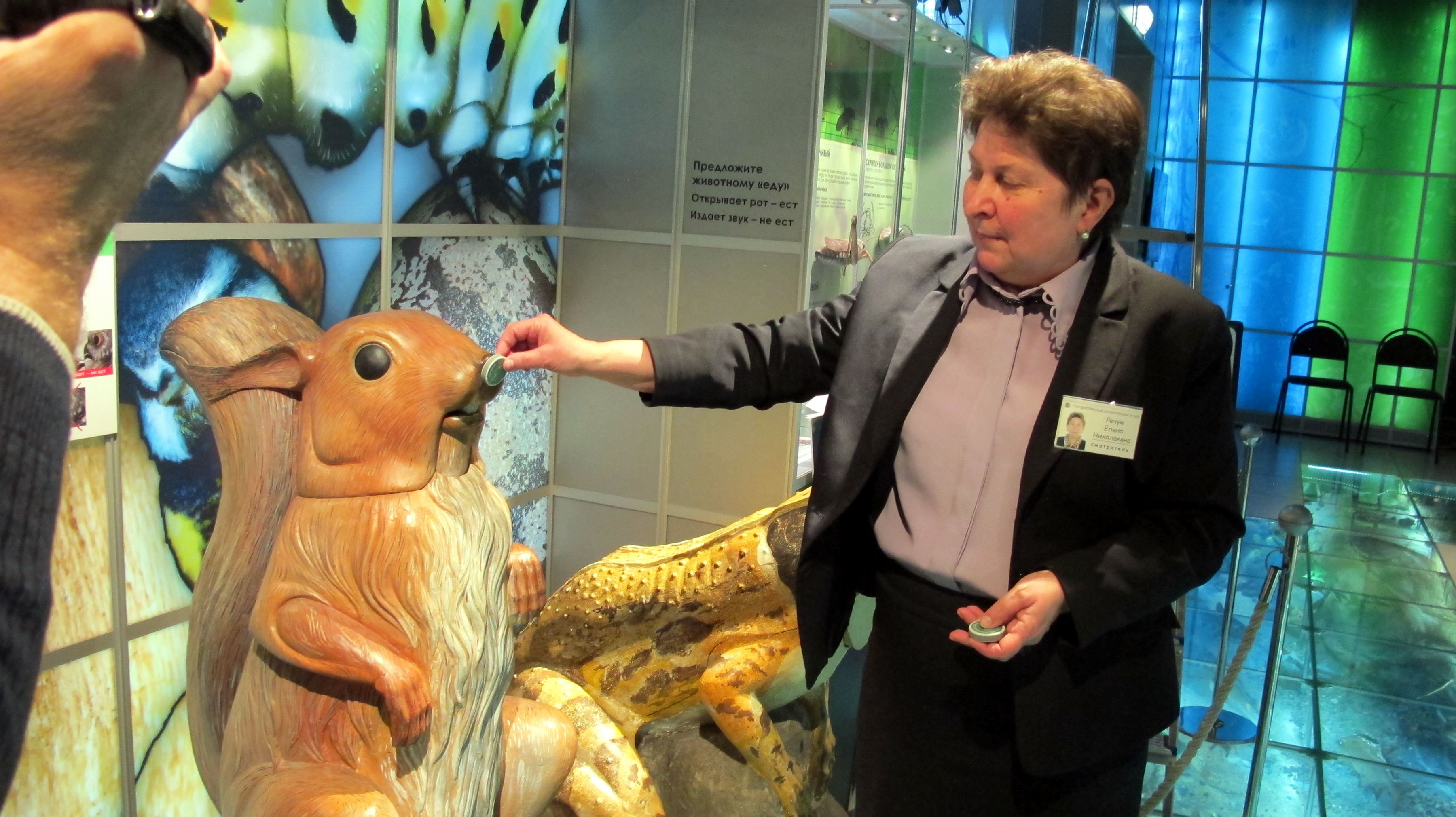
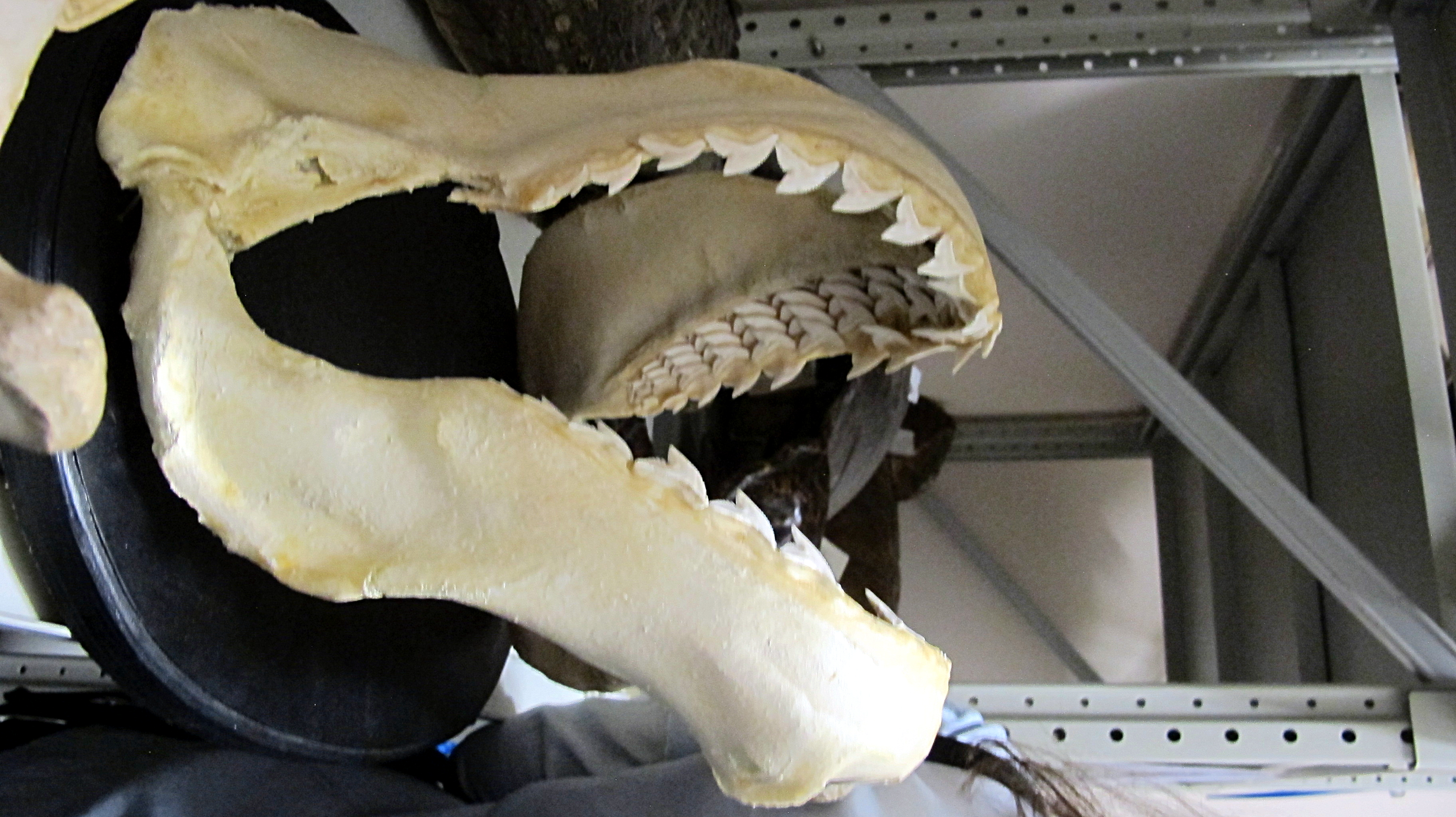